# Isaak Pavlovski
Isaac Yákovlevich Pavlovsky (Taganrog, Imperio ruso; 1853-París, Francia; 27 de marzo de 1924) fue un periodista, escritor y traductor ruso. 
Nació en una familia rusa de origen judío, siendo el hijo mayor de Yákov Moiséievich Pavlovsky y Agafia Grigórievna Gershova y hermano de Aaron Pavlovsky (1856-1918), Rosa Pavlovsky de Rosemberg (1862-1936) y de Alejandro Pavlovsky (1865-1934). Más tarde, toda su familia abandonaría Rusia, emigrando a la Argentina, mientras que Isaac se asentó en Francia.
Miembro de la oposición antizarista, fue encarcelado, desterrado en el norte de Rusia. Se exilió a Francia en 1878. 
Condiscípulo de Antón Chéjov en el liceo de Taganrog fue su amigo durante su vida. Discípulo de Iván Turguénev, escribió entre algunos libros "Souvenirs sur Tourgueneff" (Savine, 1887) y fue corresponsal en Europa del periódico Nóvoye Vremia y otros diarios rusos hasta la revolución rusa de 1917.
Viajó mucho por España, sobre todo por Cataluña. En 1889, publicó sus impresiones sobre España en la obra Ócherki sovreménnoy Ispánii 1884-1885 (La España contemporánea 1884-1885). Amigo de Narcis Oller, Emilia Pardo Bazán, José María Pereda y Benito Pérez Galdós.
Fue condecorado por la Legión de Honor. Murió en París el 27 de marzo de 1924 a los 71 años. Se casó en 1876, en San Petersburgo con Vera Serguéievna Goncharova y en 1891, en París, con Theodotia Vandacourova, con quien tuvo una hija, Nathalie y 3 hijos, André, Nicolás y Jean.